# British Australian Tramway (Coffs Harbour)
| British Australian Tramway auf der Coffs Creek Bridge |                   |                                                     |                                   |
| Ehemaliger Streckenverlauf |                   |                                                     |                                   |
| Streckenlänge: | 9 km              |                                                     |                                   |
| Spurweite: | 1067 mm (Kapspur) |                                                     |                                   |
| Maximale Neigung: | 40 ‰              |                                                     |                                   |
| Minimaler Radius: | 40 m              |                                                     |                                   |
| |                   |                                                     |                                   |
| \| \| 0 \| Schiffsanleger \| Schiffsanleger \| \| \| \| Jetty \| \| \| \| \| Weiche \| \| \| \| \| Sägemühle \| \| \| \| \| Coffs Creek \| \| \| \| \| Macaulay’s Headland Einschnitt 250 m lang, 2 m tief \| \| \| \| \| Korora Incline Coast Range Ascent \| \| \| \| \| Bruxner Gap \| \| \| \| \| Weiche \| \| \| \| \| 2 Brücken \| \| \| \| 9 \| Bucca Bucca Creek \| Bucca Bucca Creek \| |                   |                                                     |                                   |
| | 0                 | Schiffsanleger                                      | Schiffsanleger                    |
| Haltepunkt / Haltestelle Anfang Hochstrecke (Strecke außer Betrieb) |                   | Jetty                                               | Jetty                             |
| Strecke von links (außer Betrieb) · Abzweig geradeaus und von rechts (Strecke außer Betrieb) |                   | Weiche                                              | Weiche                            |
| Strecke (außer Betrieb) · Kopfbahnhof Streckenende (Strecke außer Betrieb) |                   | Sägemühle                                           | Sägemühle                         |
| Brücke über Wasserlauf (Strecke außer Betrieb) |                   | Coffs Creek                                         | Coffs Creek                       |
| |                   | Macaulay’s Headland Einschnitt 250 m lang, 2 m tief |                                   |
| Abzweig quer, nach links und von rechts (Strecke außer Betrieb) |                   | Korora Incline Coast Range Ascent                   | Korora Incline Coast Range Ascent |
| Strecke (außer Betrieb) |                   | Bruxner Gap                                         | Bruxner Gap                       |
| Abzweig geradeaus und von links (Strecke außer Betrieb) · Strecke nach rechts (außer Betrieb) |                   | Weiche                                              | Weiche                            |
| |                   | 2 Brücken                                           |                                   |
| | 9                 | Bucca Bucca Creek                                   | Bucca Bucca Creek                 |

Die British Australian Tramway baute und betrieb 1907–1914 eine 9 km lange Waldbahn mit einer Spurweite von 3 Fuß 6 Zoll (1067 mm) in Coffs Harbour im australischen Bundesstaat New South Wales.

## Gründung und Bau

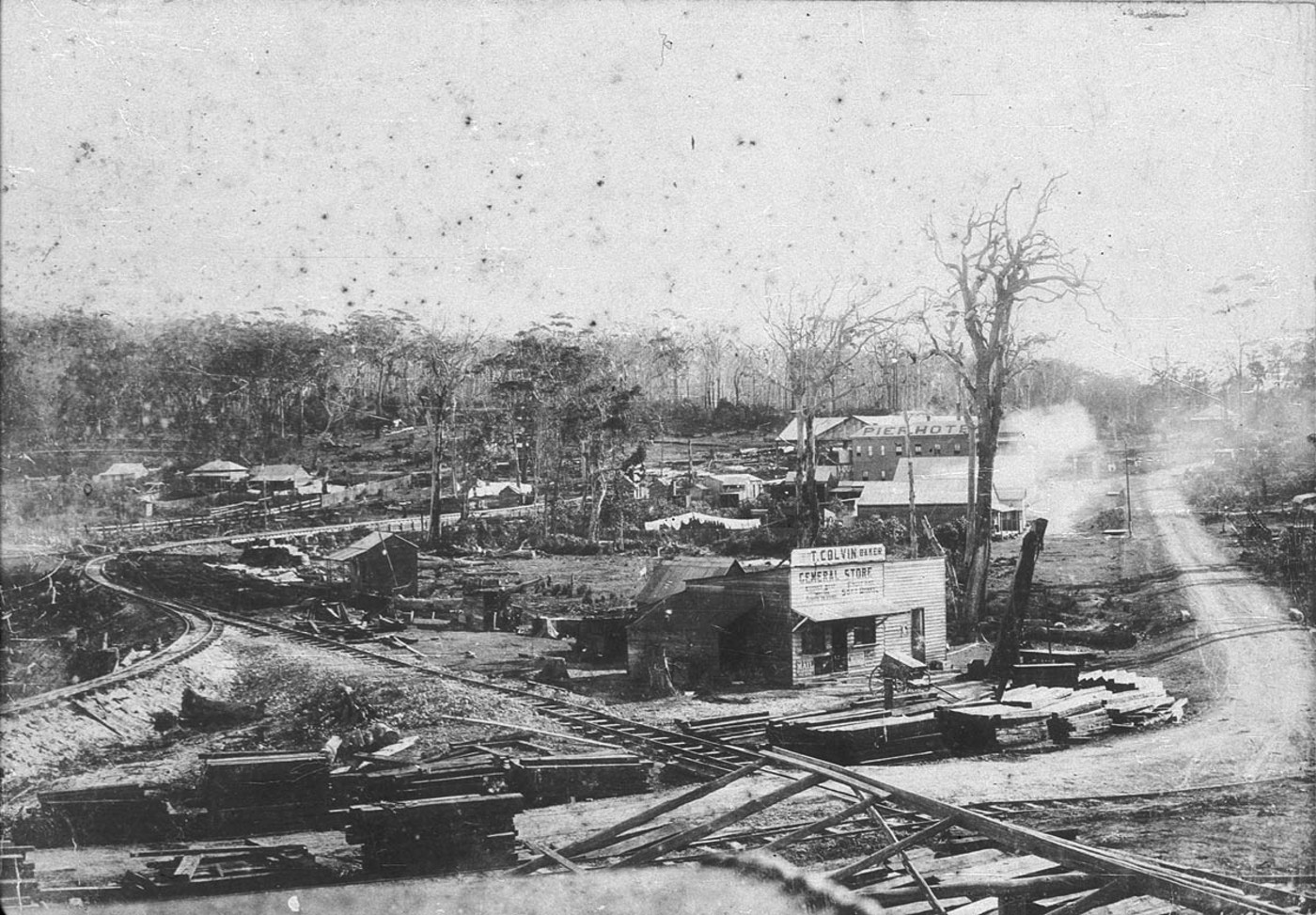
Waldbahn der British Australian Timber Company am Pier Hotel, 1908

Die 1906 von der Dalgety Holdings gegründete British Australian Timber Company (B.A.T. Co.) kaufte im Oktober 1906 ein 1903 von George W. Nichols gegründetes Sägewerk einschließlich Maschinen und Anlagen sowie 2,2 Hektar (5,5 Acres) Land in Woolgoolga und drei Abholzungsverträge im Wert von 3500 Pfund sowie zwei weitere Sägewerke in Woolgoolga und südlich davon. Sie betrieb diese Sägewerke und die British Australian Tramway (Woolgoolga).
1907 beantragte sie die Genehmigung für den Bau einer Waldbahn für den Transport von Baumstämmen zum Sägewerk und begann kurz nach Erteilung der Genehmigung noch im gleichen Jahr mit dem Bau der Strecke. In der Nähe von Macaulay’s Headland verlegte sie Stahlschienen mit einem Metergewicht 17,4 kg/m (35 lb/yd) auf Holzschwellen aus in der Gegend geschlagenem und gesägten Hartholz. Die Baukosten betrugen 1500 Pfund pro Meile. Die Linie war grobschlächtig gebaut, da um Kosten zu sparen, an den Schienenstößen scharfe Ecken verblieben. Der auf der Oberbau bestand aus Fels oder Sand. Beim Bau der Waldbahn kam John Norton am 5. Februar 1909 bei Baumfällarbeiten ums Leben.

## Streckenverlauf

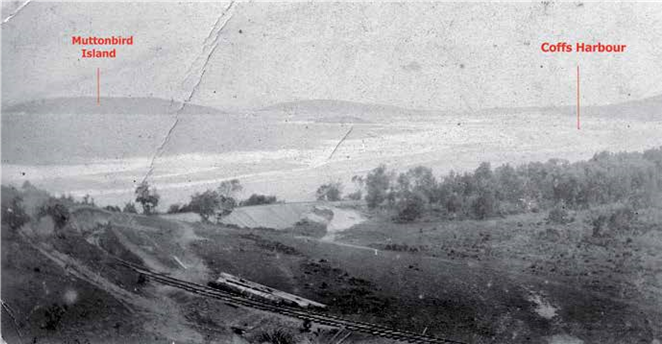
Einschnitt in Macauley’s Headland, um 1910

Ab Juni 1910 wurde die Strecke neu verlegt und im Zuge der Arbeiten wurde eine Verbindung zum Schiffsanleger hergestellt. Für das Verladen von Stämmen wurden hölzerne Rampen und dampfbetriebene Seilwinden entlang der Strecke errichtet. Jeder Zug beförderte jeweils sechs Langholzstämme, wobei täglich zwei Hin- und Rückfahrten durchgeführt wurden.
Die Waldbahn der B.A.T. Co. begann am Steg von Coffs Harbour, überquerte Coffs Creek und fuhr dann in Macaulay’s Headland, wo sich das erste Holzlager befand. Beim Ausbau der Waldbahn wurde die Strecke von der Macaulay Headland aus verlängert, bevor sie den Hang zum Bruxner Park bis zur Abzweigung zum Sealy Park Lookout hinaufstieg. Sie hatte dort Radien von mehr als 40 m (2 Chain) und ein Gefälle von 4 %. Die Waldbahn bog rechts ab, bevor sie das Holzlager auf der Spitze des Hügels erreichte.

## Lokomotiven
Die erste Dampflokomotive, die auf der Waldbahn eingesetzt wurde, wurde 1904 in Tasmanien aus zweiter Hand beschafft. Ursprünglich hatte sie die Achsfolge 4-6-0 mit zwei nicht angetriebenen Vorlaufachsen und drei gekuppelten Antriebsachsen, bevor die B.A.T. bei einem Umbau eine Antriebsachse entfernen ließ, so dass sie die Achsfolge 4-4-0 hatte. Die Lokomotive bewältigte die Fahrt über Macaulay’s Headland problemlos, aber nachdem die Strecke bis zum Bruxner Park verlängert worden war, wurde sie als unzureichend befunden. Die Lokomotive war zu schwer für die leicht verlegten Schienen der Waldbahn und spreizte die Schienen mehrmals an verschiedenen Stellen.
Daher suchten die Dalgety Holdings eine geeignetere Lokomotive, und erwarben eine 25 oder 27 Tonnen schwere Shay-Lokomotive, die am 8. Juli 1909 auf dem Schiff „Cooloon“ angeliefert wurde. Die Shay konnte ohne größere Probleme auf der gesamten Länge der Waldbahn eingesetzt werden.
| Hersteller             | Werks-Nr.                    | Baujahr | Bild | Achsfolge           | Bemerkungen           |
| ---------------------- | ---------------------------- | ------- | ---- | ------------------- | --------------------- |
| Hunslet Engine Company | Ehemals TMLR No 6 (117/1874) | 1874    |      | 4-4-0 ehemals 4-6-0 | Entgleiste oft        |
| Lima Locomotive Works  | Lima 2135 von 1909           | 1909    |      | Shay A-Klasse       | Gewicht: 25 oder 27 t |

## Niedergang und Schließung
Die Bau der North Coast Railway hatte erhebliche Auswirkungen auf die Schifffahrt in der Region, aber auch auf den Betrieb der B.A.T. Co. in der Nähe des Schiffsanlegers. Da deren Sägewerk auf der geplanten Trasse lag, kam es zu einem bis Februar 1913 andauernden Streit, der die Bahnbauarbeiten im Bahnhofsbereich verzögerte. Ein Brand, dessen Ursache nicht zweifelsfrei festgestellt werden konnte, zerstörte das Sägewerk, das daraufhin 1 Jahr lang nicht betrieben werden konnte. Der Betrieb wurde 1916 eingestellt.

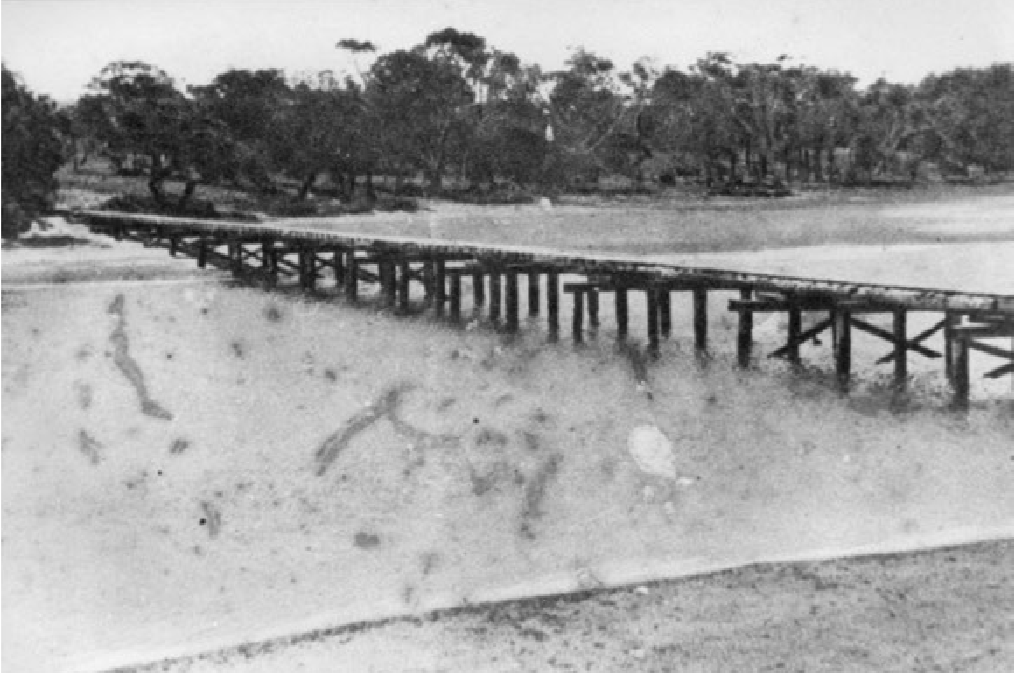
Als Fußgängerbrücke über den Coffs Creek genutzte Holzbrücke der stillgelegten Waldbahn

Im März 1915 erwarb die Coffs Harbour Timber Company (CHT) von der B.A.T. Co. die Schienenfahrzeuge, eine stationäre Dampfmaschine sowie 13 Kilometer (8 Meilen) Schienen der Waldbahnstrecke. Das Büro der B.A.T. Co. an der Ecke  Camperdown Street und Nile Street wurde von der staatlichen Eisenbahn übernommen und wurde zum Station Masters Cottage. Die Waldbahnbrücke über den Coffs Creek blieb bis 1928 erhalten um sie, nachdem Holzbohlen darauf verlegt worden waren, als Fußgängerbrücke zu nutzen. Von der Waldbahn ist nur noch sehr wenig erhalten. Am Strand gibt es an der Nordseite des Marina Drive sowie auf dem Abschnitt vom Pacific Highway zur Abbiegung zum Sealy Park Lookout gibt es noch vereinzelte Schienenreste. In der Nähe des Richmond Drive sind die Reste eines Einschnitts auf privaten Grundstücken erhalten und im Bucca Bucca Creek ließen sich 2012 noch die Reste von zwei Brücken im schwer zugänglichen Gelände erkennen. Das ehemalige Right-of-Way wird inzwischen von einer modernen Straße genutzt.

## Weiterführende Literatur
- The British Australian Timber Company Limited (NSW). In: Light Railways, Nr. 238, August 2014, 13 Seiten.